# Bondkyrka landskommun
Bondkyrka landskommun var en tidigare kommun i Uppsala län.

## Administrativ historik
Kommunen inrättades i Bondkyrka socken i Ulleråkers härad i Uppland när 1862 års kommunalförordningar trädde i kraft 1863.
1880 inkorporerades Luthagen i Uppsala stad och 1947 resten av landskommunen. Området är sedan 1971 en del av Uppsala kommun.

## Politik

### Mandatfördelning i Bondkyrka landskommun 1938-1942
| 16 | 3 |  | 4 |  |

| 22 |

| 17 | 4 | 4 |

| 21 | 4 |